# チェチェンの旗
チェチェン共和国の旗（ちぇちぇんきょうわこくのはた、Flag of Chechnya）はロシアの国旗と同様、縦横の比率が2:3の長方形である。旗は水平三色旗で、上から緑色（イスラム教を表す）、白色、赤色を配しており、その幅の割合は4:1:3になっている。旗の左側（旗竿側）には細長い白い帯が垂直に走り、その上にチェチェンの象徴でもある金色の渦巻き型または巻物型の紋様が4つ配されている。
この旗は2004年に制定され、チェチェン共和国政府が用いているが、反政府勢力はそれぞれ異なった旗を用いている。

## かつてのチェチェンの旗

### チェチェン・イングーシ

1978年から1991年までのチェチェン・イングーシ自治共和国の旗

1957年にチェチェン人およびイングーシ人がスターリン時代の追放から帰還して共和国を再建してから1978年までの間、チェチェン・イングーシ自治ソビエト社会主義共和国（チェチェン・イングーシASSR）は、ソビエト連邦の国旗の旗竿側に青い縦帯を配したロシア・ソビエト連邦社会主義共和国の旗に、自治共和国の略称（チェチェン語とイングーシ語のНГӀАССРと、ロシア語のЧИАССР）を書き込んだ旗を使用していた。
1978年、旗の中の国名部分は略称から正式名称に改められた。ロシア語のЧЕЧЕНО-ИНГУШСКАЯ АССР、チェチェン語のНОХЧ-ГӀАЛГӀАЙН АССР、イングーシ語のНОХЧ-ГӀАЛӀАЙ АССРがこの時期の旗には書かれている。

### ソ連崩壊後

チェチェン・イチケリア共和国の旗（1991年より）

国章を中に配した分離主義者の旗

ソビエト連邦の崩壊後、ロシア連邦からの分離独立を宣言したチェチェン・イチケリア共和国とその支持者はいくつもの旗を用いた。その中でも最も一般的なものは、緑一色の旗の下部に白、赤、白の帯がある旗である。その縦横比は3:5で、旗の上から3分の2の幅が緑、残りの3分の1は白・赤・白・緑の帯が等分する。この旗の中央に、チェチェンの国章を大きく入れた旗も存在している。いずれの旗でも、各色はチェチェンの特性を象徴している。緑はイスラム教の色で、赤は自由のための闘争で流された血の色、白は輝く未来への道を表す。これらの旗は主にチェチェン共和国とチェチェン・イチケリア共和国の双方の初代大統領を務めたジョハル・ドゥダエフ、チェチェン・イチケリア共和国の第三代大統領となったアスラン・マスハドフ、その後継者および支持者らが使用している。
このほか、チェチェン・イチケリア共和国勢力よりも過激な分離主義勢力分派の間ではさまざまな異なった旗が使われ、同じ派閥が二つの異なった旗を同時に使用することもある。

### 親モスクワ派の旗

親モスクワのチェチェンの旗

チェチェン人の中でもアフマド・カディロフなど、ドゥダエフと対立した連邦残留派は、ドゥダエフ派と同様のデザインながらも、旗の下部の帯の順番が白・赤・白ではなく赤・白・赤で、色の幅も異なる旗を使用した。彼らの旗の比率も3:5で、緑・赤・白・赤・白の水平の帯の幅の比率は4:1:1:1:1であった。現在のチェチェン共和国の旗が制定されて以降は使用されていない。

### カフカース首長国

カフカース首長国チェチェン地方の旗

チェチェン・イチケリア共和国の大統領であったドク・ウマロフは2007年、北カフカースの広域を支配するカフカース首長国の創設を宣言、チェチェンをその一地方（ウィラーヤ）である「Noxçiyçö-Içkeriya」へと改称した。チェチェン・イチケリア共和国の中には彼に従わず共和国を継承した活動を続ける者もいるが、ウマロフはアミール（首長）への就任を宣言し戦闘を続けている。彼の旗はチェチェン・イチケリア共和国の旗とほぼ同様だが、緑色の中央に黒い楕円形を配し、中に剣と「アッラーフ・アクバル」（アッラーフは偉大なり）の文字を入れている。